# Bakum
Bakum là một đô thị ở huyện Vechta, trong bang Niedersachsen, nước Đức. Đô thị Bakum có diện tích 79 km². Bakum nằm ở trên xa lộ A1 giữa Bremen và Osnabrück.